# Korttolahti
Korttolahti is een plaatsaanduiding binnen de Zweedse gemeente Kiruna in de provincie Norrbottens län. De plaats bestaat uit een landingsplaats voor helikopters die vervoer regelen vanuit Luchthaven Kiruna. Het is voornamelijk bekend als verzamelplaats van Saami. De naam van het plaats is gelijk aan die van de baai (lahti) waaraan het ligt. Het ligt aan een landweg vanuit Salmi naar Laimoviken.